# Метиш (Сибињ)
Метиш (рум. Metiș) насеље је у Румунији у округу Сибињ у општини Михаилени. Oпштина се налази на надморској висини од 464 m.

## Становништво
Према подацима из 2002. године у насељу је живело 317 становника.

### Попис2002.
| Расподела становништва по националности 2002.‍ | Расподела становништва по националности 2002.‍ | Расподела становништва по националности 2002.‍ | Расподела становништва по националности 2002.‍ | Расподела становништва по националности 2002.‍ |
| --------------------------------------------- | --------------------------------------------- | --------------------------------------------- | --------------------------------------------- | --------------------------------------------- |
|                                               |                                               |                                               |                                               |                                               |
| Румуни                                        | Румуни                                        |                                               | 149                                           | 47,5%                                         |
| Роми                                          | Роми                                          |                                               | 141                                           | 44,9%                                         |
| Немци                                         | Немци                                         |                                               | 24                                            | 7,6%                                          |